# 치발리역
치발리 (Cibali) 역은 이탈리아 시칠리아 섬 카타니아의 카타니아 지하철에 속한 역으로, 보르고-네시마 구간 중 하나로 현재 공사중인 역이다. 치르쿠메트네아 선의 지상역 바로 밑에 위치해 있다.
오모니오 구의 번화가에 위치해 있으며 갈레르모 로와 베르가모 로의 교차로에 자리해 있다. 역이 문을 열면 도심과 도시 북부까지 이어지는 ATM 시내버스 노선과 환승이 가능해질 예정이다. 지하철역과 머지 않은 곳에 스페디니 광장의 안젤로 마시미노 스타디움, 발디사보이아 로의 카타니아 대학교 농학과와 역사지구, 필리포 라치티 로의 프린치페 움베르토 고등학교가 있다.
치발리 역은 현재 공사 중으로, 2017년 3월 30일 네시마-보르고 구간이 개통되었지만 치발리 역만은 개업하지 않고 나중에 문을 열 예정이다.